# Корбелкино
Корбелкино — деревня в Промышленновском районе Кемеровской области. Входит в состав Лебедевского сельского поселения.

## География
Центральная часть населённого пункта расположена на высоте 195 метров над уровнем моря.

## Население
| 2010 |
| ---- |
| 83   |